# Athyrium kawabataeoides
Athyrium kawabataeoides är en majbräkenväxtart som beskrevs av Kurata. Athyrium kawabataeoides ingår i släktet Athyrium och familjen Athyriaceae. Inga underarter finns listade.